# Alessandro Barberi

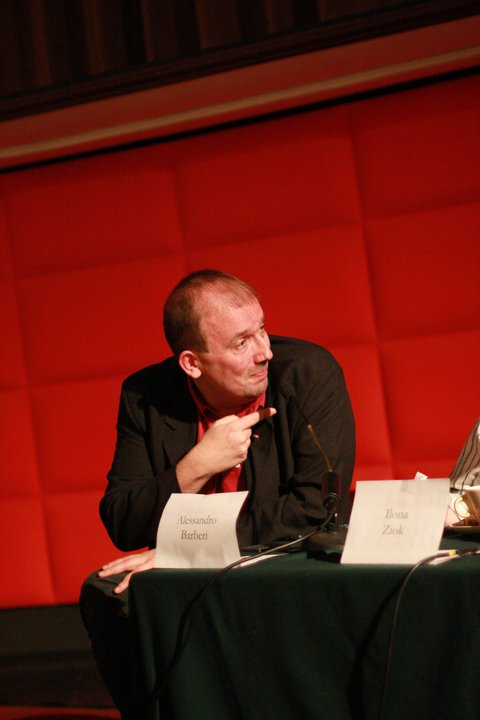
Alessandro Barberi (2012)

Alessandro Barberi (* 24. April 1971 in Wien) ist ein österreichischer Sozial- und Medienwissenschaftler, Autor und Journalist.

## Leben
Der in Wien aufgewachsene Barberi studierte Geschichte in Fächerkombination mit Literaturwissenschaft, Philosophie, Politologie an der Universität Wien, der Sorbonne und der EHESS. Daneben studierte er von 1987 bis 1994 Klassische Gitarre an der Universität für Musik und darstellende Kunst Wien sowie am Bruckner-Konservatorium in Linz.
Nach seinem Studienabschluss (Mag.phil.) war er von 2003 bis 2005 als Wissenschaftlicher Mitarbeiter an der Bauhaus-Universität Weimar beschäftigt. Sein Forschungsschwerpunkt liegt im Bereich der epistemologischen und soziologischen Wechselwirkung von Medien und symbolischen (Denk-)Prozessen, die er im Sinne einer handlungsorientierten Medienpädagogik und einer Epistemologie der Medien konkretisiert.
Von 2009 bis 2011 war Barberi Pressesprecher des BSA. 
Im Oktober 2018 wurde er mit der Note „summa cum laude“ an der Philosophischen Fakultät der RWTH Aachen mit der Arbeit Performanz und Medienkompetenz. Dieter Baackes Grundlegung der Medienpädagogik als Diskurspragmatik promoviert. 2019 erhielt er für diese kumulative Dissertation die Borchers-Plakette der RWTH-Aachen und den Promotionspreis der Sektion Medienpädagogik der Deutschen Gesellschaft für Erziehungswissenschaft (DGfE), in der er nunmehr auch vollständiges Mitglied in den Sektionen Medienpädagogik und Historische Bildungsforschung ist.
Barberi ist Mitglied des Teams der Wiener Medienpädagogik am Institut für Bildungswissenschaft der Universität Wien. Darüber hinaus ist er seit 2020 wissenschaftlicher Mitarbeiter an der OVGU Magdeburg und am Institut für Bildung, Beruf und Medien.
Dort forscht er im Bereich der Medienbildung zum Verhältnis von Bildungsprozessen und medialen Infrastrukturen.
Barberi gilt als anerkannter Experte für Fragen der Medienkompetenz. Er ist Mitglied der American Educational Research Association (AERA) sowie Vorsitzender der Sektion Medienpädagogik der Österreichischen Gesellschaft für Forschung und Entwicklung im Bildungswesen (ÖFEB).
Er ist Chefredakteur der Zeitschrift für Hochschulentwicklung (ZFHE), des Medienpädagogischen Fachjournals MEDIENIMPULSE und der Diskussionszeitschrift ZUKUNFT.

## Politisches Wirken
Neben seiner Tätigkeit als Wissenschaftler und Öffentlichkeitsarbeiter hat Barberi unter anderem auch an der Verschriftlichung der Parteigeschichte der SPÖ und an der Erneuerung des Parteiprogramms mitgewirkt.
In diesem politischen Zusammenhang gab er auch mehrere Ausgaben der Akzente und der ZUKUNFT heraus. Darüber hinaus trat er mehrfach als Bildungsexperte an die Öffentlichkeit und engagiert sich seit den 1990er Jahren in der Universitäts- und Bildungspolitik.
Im März 2014 kam es im Zuge des Entwicklungsprozesses um ein neues Grundsatzprogramm der SPÖ zu einer medial beachteten Auseinandersetzung zwischen Barberi und dem damaligen SPÖ-Klubobmann Josef Cap.
Während Barberi – unter Applaus des anwesenden Publikums – ein „back to the roots“ zum demokratischen Sozialismus und Austromarxismus (und eine damit verbundene Abkehr vom sogenannten „dritten Weg“ von Tony Blair und Gerhard Schröder) einforderte, kommentierte Cap dies lapidar mit „Weil du da herummarxistelst: Was wir nicht wollen, sind geschlossene Glaubensbilder.“

## Publikationen
- Clio verwunde(r)t. Hayden White, Carlo Ginzburg und das Sprachproblem in der Geschichte. Turia & Kant, Wien 2000, ISBN 978-3-85132-220-0.
- Performanz und Medienkompetenz. Dieter Baackes Grundlegung der Medienpädagogik als Diskurspragmatik (Onlineversion des Pflichtexemplars der Promotionsschrift auf dem Server der RWTH Aachen).
- Diskurspragmatik, Medienkompetenz, Emanzipation und Freiheit – Dieter Baackes Kommunikation und Kompetenz – Eine diskursanalytische Tiefenanalyse. Wien: new academic press, 2019, ISBN 978-3-7003-2100-2.
- als Hrsg. mit Ruth Sonderegger, Thomas Ballhausen und anderen: Medienimpulse (Download-Seite):
  - Medienimpulse 2009–2011. Wien: new academic press, 2012, ISBN 978-3700317999.
  - Medienimpluse 2012–2013. Wien: new academic press, 2014, ISBN 978-3700319023.
  - Medienimpulse 2014–2015. Wien: new academic press, 2016, ISBN 978-3-7003-1959-7.
  - Medienimpulse 2016–2017. Wien: new academic press, 2019, ISBN 978-3-7003-2101-9.
- als Hrsg. Historische Epistemologie & Diskursanalyse, ÖZG 11/2000/4, ISBN 3-85132-258-4.
- als Hrsg. mit Wolfgang Pircher: Historische Medienwissenschaft, ÖZG 14/2003/2, ISBN 3-85132-363-7.
- als Hrsg. mit Thomas Ballhausen: Die Wahrheit des Films/Cinema's Truth, ÖZG 3/2013, ISBN 978-3-7065-5273-8.
- als Hrsg.: Filmbildung im Wandel, Reihe Mediale Impulse 2, Wien: new academic press, 2015, ISBN 978-3-7003-1928-3.
- als Hrsg.: radiobox.at. Audioproduktion im Unterricht, Reihe Mediale Impulse 1, Wien: new academic press, 2015, ISBN 978-3-7003-1915-3.
- als Hrsg. mit Sascha Trültzsch-Wijnen und Thomas Ballhausen: Geschichte(n), Repräsentationen, Fiktionen. Köln: Halem, 2016, ISBN 978-3-86962-221-7.